# 弗拉基米尔·泽连斯基
弗拉基米尔·亚历山德罗维奇·泽连斯基（羅馬化：Volodymyr Oleksandrovych Zelenskyi，發音：[woloˈdɪmɪr olekˈsɑndrowɪdʒ‿zeˈlɛnʲsʲkɪj]；1978年1月25日— ；或按烏克蘭語名譯沃洛迪米爾·澤連斯基）是烏克蘭政治家和前藝人，自2019年起擔任烏克蘭第六任總統。自2022年2月起俄羅斯全面入侵烏克蘭后担任乌克兰最高统帅部主席。
澤連斯基出生於烏克蘭中部城市克里维里赫的一個猶太人家庭，母語為俄語。他在克里维里赫经济学院取得法律學位，但從未執業，而是從事喜劇和娛樂事業。他創立了製作公司95街区工作室，製作電影、卡通和電視節目，包括電視連續劇《人民公僕》，澤連斯基在劇中飾演虛構的烏克蘭總統。該劇於2015年至2019年播出，大受歡迎。2018年3月，95街區工作室的員工創建了一個與電視劇同名的政黨。
澤連斯基於2018年12月31日晚上，在當時的總統彼得罗·波罗申科於電視頻道1+1發表跨年演講的同時，宣布參加2019年總統大選。作為政治局外人，他在正式宣佈參選前幾個月已經成為選舉民意調查的領先者之一。他在第二輪選舉中以73.23%的得票率勝出，在烏克蘭總統選舉史上以最大壓倒性優勢擊敗波羅申科。
澤連斯基將自己定位為反建制和反腐敗的人物。作為總統，他一直是電子政府以及烏克蘭和俄羅斯人口團結的支持者（p. 11–13）。他廣泛使用社群媒體，尤其是Instagram:7–10。他的政黨在他就任總統後不久舉行的臨時立法選舉中獲得壓倒性勝利。在他執政的頭兩年，澤連斯基監督取消了國會乌克兰最高拉达議員的法律豁免權、國家對COVID-19大流行病的應對措施以及隨後的經濟衰退，並在解決烏克蘭腐敗問題方面取得了一些有限的進展。2021年5月，評定組織的一項民意調查給予澤連斯基在烏克蘭所有總統中最高的信任度，並將他評為僅次於列昂尼德·库奇马的第二好總統。
在競選總統期間，澤連斯基承諾結束烏克蘭與俄羅斯的長期衝突，並嘗試與俄羅斯總統普京對話。他的政府在2021年面對與俄羅斯緊張關係的升級，直至俄羅斯在2022年2月24日全面入侵烏克蘭，目前仍在進行中。在俄羅斯發動全面入侵前進行軍事集結期間，澤連斯基的策略是安撫烏克蘭民眾，並向國際社會保證烏克蘭不會尋求報復。他一開始與戰爭迫在眉睫的警告保持距離，同時也呼籲北約提供安全保證和軍事支援，以“抵抗”威脅。當俄羅斯發動全面入侵時，澤連斯基仍留在基輔，拒絕了國際間要他撤離受攻擊首都的建議；他宣佈烏克蘭全境戒嚴，並對武裝部隊進行全面動員。
澤連斯基獲選為2022年時代年度風雲人物。他經常造訪前線和新解放的地區，並在俄烏戰爭期間經常穿著橄欖綠色的軍裝襯衫出現。

## 早年
泽连斯基生于蘇聯乌克兰苏维埃社会主义共和国中部第聂伯罗彼得罗夫斯克州城市克里维里赫的一个犹太人家庭，為家中独生子，母語為俄語，在就任乌克兰总统前才学会有限的乌克兰语。父亲亞歷山大·澤倫斯基是克里维里赫经济及技術大學的教授，后来曾长期担任计算机科学与软件系主任。母亲丽玛·澤倫斯卡曾是工程师。小时候，由于父亲被派往蒙古人民共和国额尔登特工作，弗拉基米尔曾随父母在那里度过了四年时光，八岁時在蒙古的小学读完了一年级，随后返回乌克兰。泽连斯基曾就读于克里维里赫的第95中学，他后来创办的喜剧团队和制作公司以学校附近的95街区命名。16岁时，他通过了托福考试，本打算去以色列留学，经父母劝说留在乌克兰，进入基輔國立經濟大學克里维里赫经济研究所法学院读书。泽连斯基并不喜欢律师职业，除了两个月的实习期外再也没有从事过法律行业。

## 演艺生涯

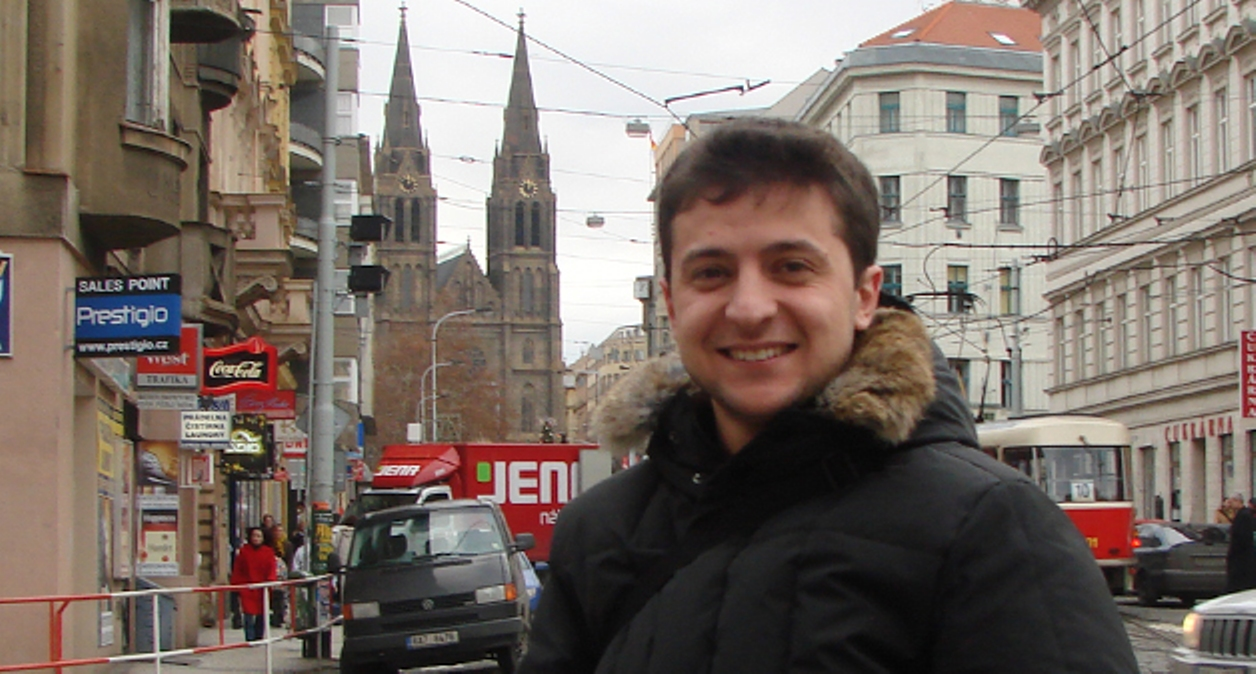
2009年，在捷克布拉格的澤倫斯基

学生时代，他就有在剧院表演的经历。1997年，他和同伴组建了喜剧表演队95街区，参与俄罗斯电视节目KVN，泽连斯基担任队长、演员、编剧。2003年，他们不再与KVN合作，改与乌克兰1+1电视台合作，他们的喜剧队转型为95街区工作室公司。2005年又與Inter電視台合作。团队的喜剧节目时常涉及政治题材。泽连斯基在95街区工作室担任艺术总监、演员、编剧。
2010年至2012年期間，澤連斯基擔任Inter电视台的总制作人，他還是該電視台的董事会成员。

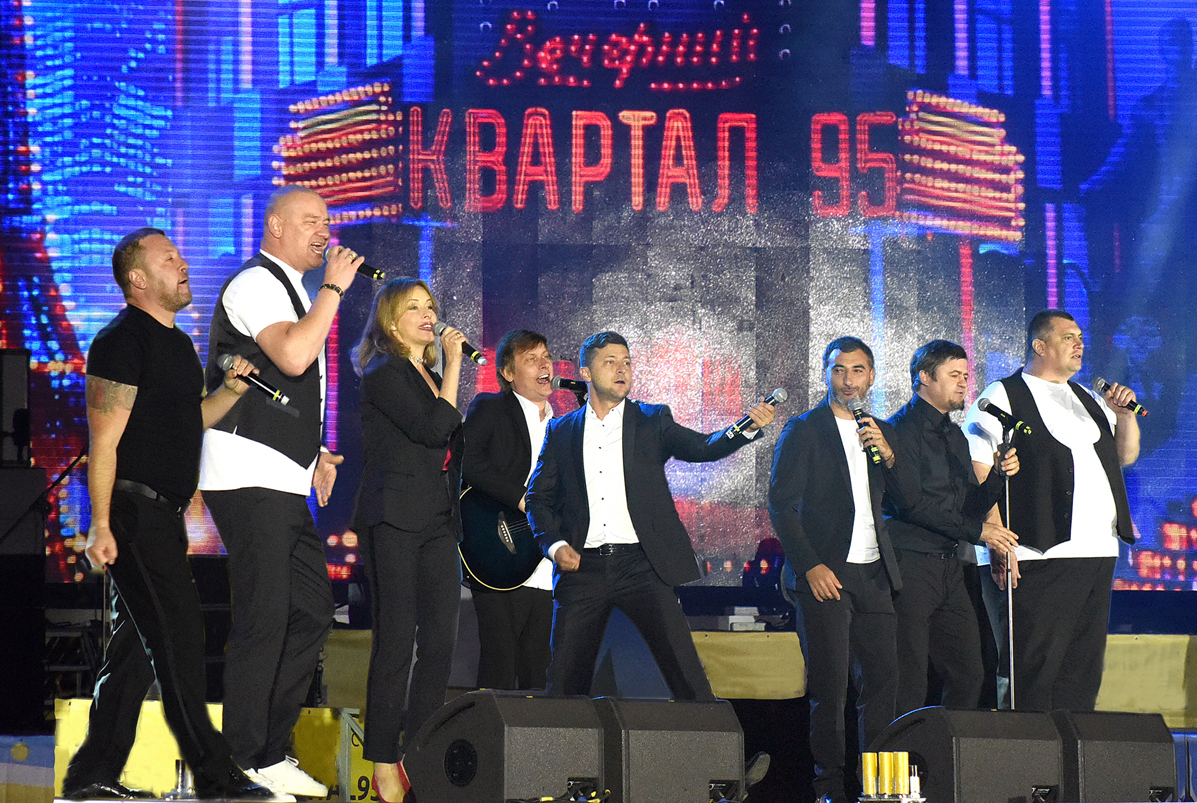
泽连斯基与95街区工作室团队演出

泽连斯基团队制作的政治喜剧《人民公仆》2015年开始在乌克兰播出。剧中描述泽连斯基饰演的中学历史教师瓦西里·彼得罗维奇·戈洛博罗德科誤打誤撞当选总统后，拒绝与寡头、贪官合作，大力惩治贪腐以及其間發生的各種趣事。据报道，《人民公仆》第一季在乌克兰国内平均收视率为10.4%，18至54岁人群收视率为26%。有评论认为此剧是近年乌克兰最受好评的电视剧。2019年乌克兰总统选举前夕，1+1电视台在3月27日推出了《人民公仆》第三季。
2014年，當時烏克蘭當局打算禁止俄羅斯演藝人士入境烏克蘭，這一提議遭到澤連斯基的反對。他同时反对乌克兰当局禁止播出俄罗斯节目。2015年，烏克蘭當局正式禁止俄羅斯藝人入境烏克蘭，也禁止引入俄羅斯影視作品。2018年，由於與烏克蘭的法律相抵觸，泽连斯基主演的電視劇《愛在大都市2》在乌克兰被禁，因為這部電視劇的劇情與俄羅斯有關。

## 参选总统
2018年下半年，虽然并未表态参选，泽连斯基的民调支持率一直在2019年乌克兰总统选举各候选人前列。2018年12月，泽连斯基透露称自己是与电视剧同名的人民公仆党党员，但他并不明确自己是否要参与总统竞选。2018年12月31日夜，乌克兰1+1电视台依惯例应该播出时任乌克兰总统彼得·波罗申科的新年贺词，然而电视台却在这一时段首先播出泽连斯基的新年问候和参选声明。宣布参选时，据评级集团、基辅国际社会学研究所等机构的民意调查，泽连斯基支持率为11.40%，仅次于排名第一、支持率20.70%的尤莉娅·季莫申科，小幅领先排名第三、支持率10.30%的波罗申科。1月21日，人民公仆党特别代表大会在基辅举行，泽连斯基被推为党主席、总统选举候选人。2月初，民意调查显示，泽连斯基支持率已经升至第一位。
泽连斯基主张提高政治透明度、缩短任期限制、让更多普通人参与政治。外交方面，泽连斯基支持乌克兰加入北约和欧盟，但表示这需要全民公投授权。他表示，将与俄罗斯总统普京谈判协商领土、地位等问题。他打算劝说俄罗斯将克里米亚归还乌克兰，结束乌克兰东部的战争。
有人并不看好泽连斯基的从政前景。有人认为，泽连斯基与1+1电视台老板伊戈尔·科洛莫伊斯基关系匪浅，是寡头的利益代言人。有人指出，泽连斯基没有政坛经历，执政纲领较为空泛。还有人指出，泽连斯基缺乏政治团队，即便当选总统，其政党也难以在议会拿到很多席位，无法为他提供支持。
2019年4月2日，乌克兰中央选举委员会计票结果显示，泽连斯基将与波罗申科一同进入总统选举第二轮。据中央选举委员会信息，统计全部选票后，泽连斯基得票率为30.24%，排名第一；波罗申科得票率为15.95%，排名第二。

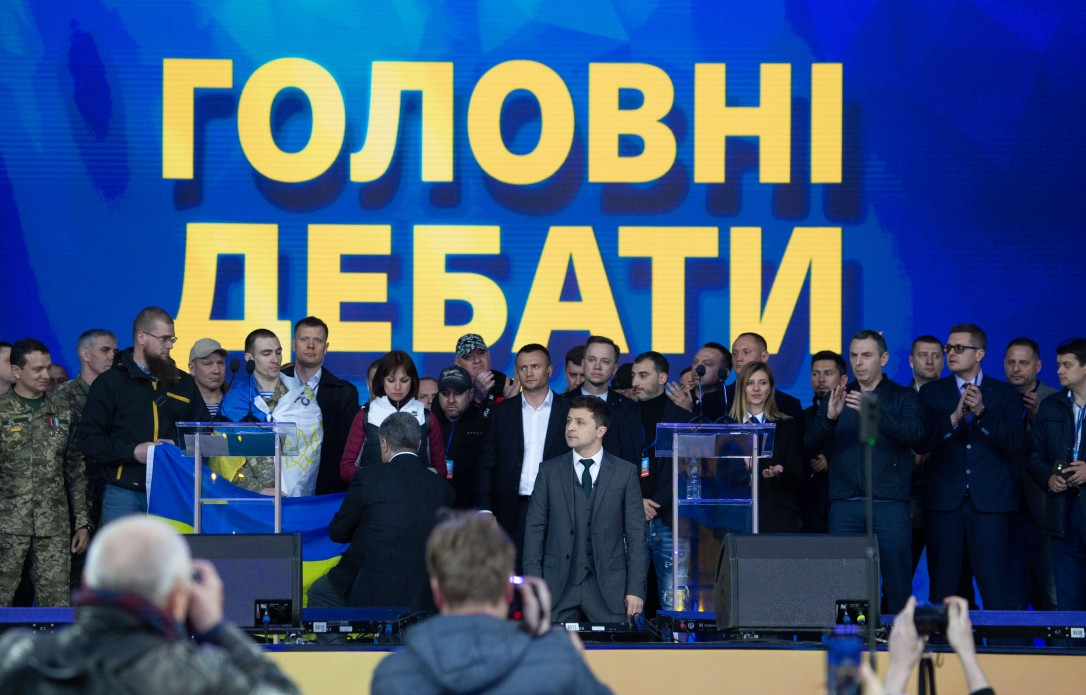
2019年4月19日，泽连斯基同波罗申科在基辅奧林匹克國家綜合體育場公开辩论。辩论结束时，二人向相反方向下跪

第二轮选举前，泽连斯基于4月19日在奧林匹克國家綜合體育場同波罗申科进行公开辩论。泽连斯基在辩论中称，他要打破乌克兰现有政治体系，他不是波罗申科的竞争者，而是波罗申科的终结者；如果当选，他会让乌克兰融入欧洲。而波羅申科諷刺澤連斯基會向普京下跪。辩论结束时，泽连斯基邀请波罗申科一同向顿巴斯战争中失去亲人的乌克兰民众下跪。波罗申科同意，但背对观众、面向一面乌克兰国旗下跪。第二轮选举前的民意调查结果显示，泽连斯基的支持率为72%，波罗申科为25%。选举前一天（4月20日），一位观察员提出诉讼，要求法院取消泽连斯基的候选人资格。20日晚9时，第六上诉行政法院开庭审理此案，拒绝这位观察员的要求。
2019年乌克兰总统选举第二轮投票在4月21日进行。泽连斯基在投票站填写选票后向记者展示选票，警方因此对他处以罚款。出口民调显示，泽连斯基以73.3%的支持率击败支持率为26.3%的波罗申科。当晚，波罗申科宣布败选。乌克兰中央选举委员会网站显示，统计全部选票后，泽连斯基得票率为73.22%，波罗申科为24.45%。泽连斯基的得票率刷新了乌克兰总统选举的纪录。

## 总统生涯

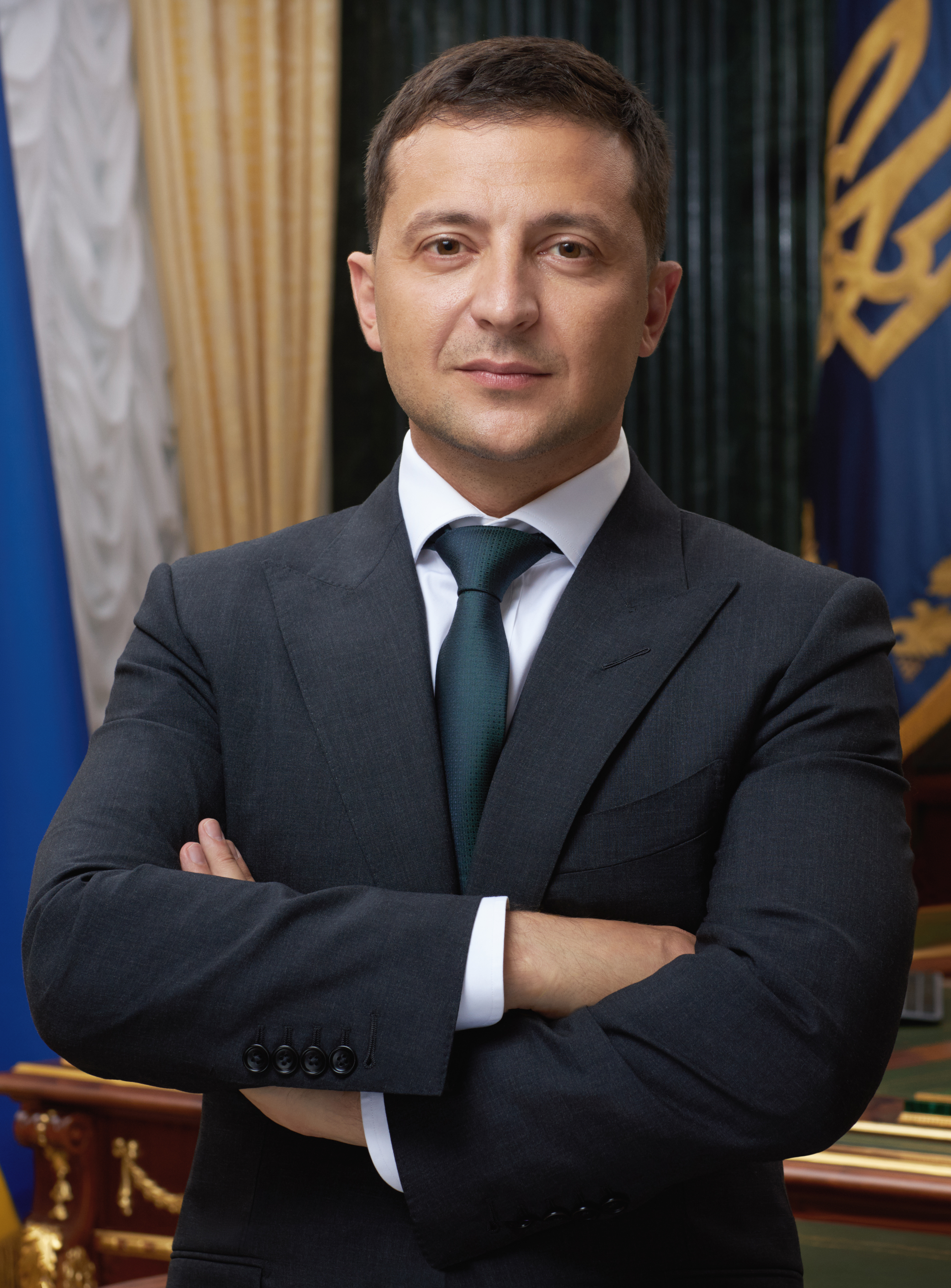
2019年烏克蘭瑪麗亞宮官方肖像照

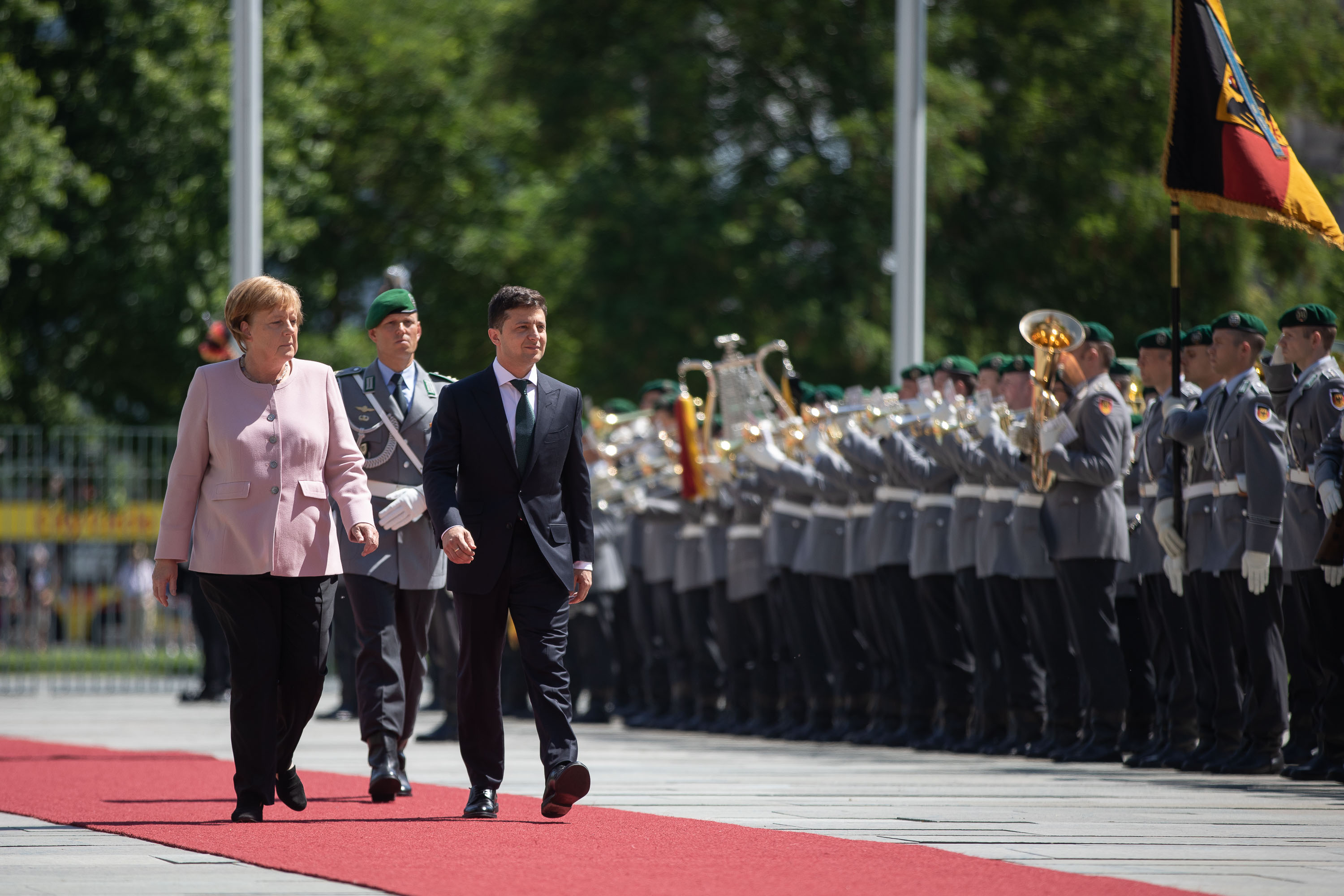
2019年6月18日，澤倫斯基與德國總理梅克爾於柏林聯邦總理府大樓

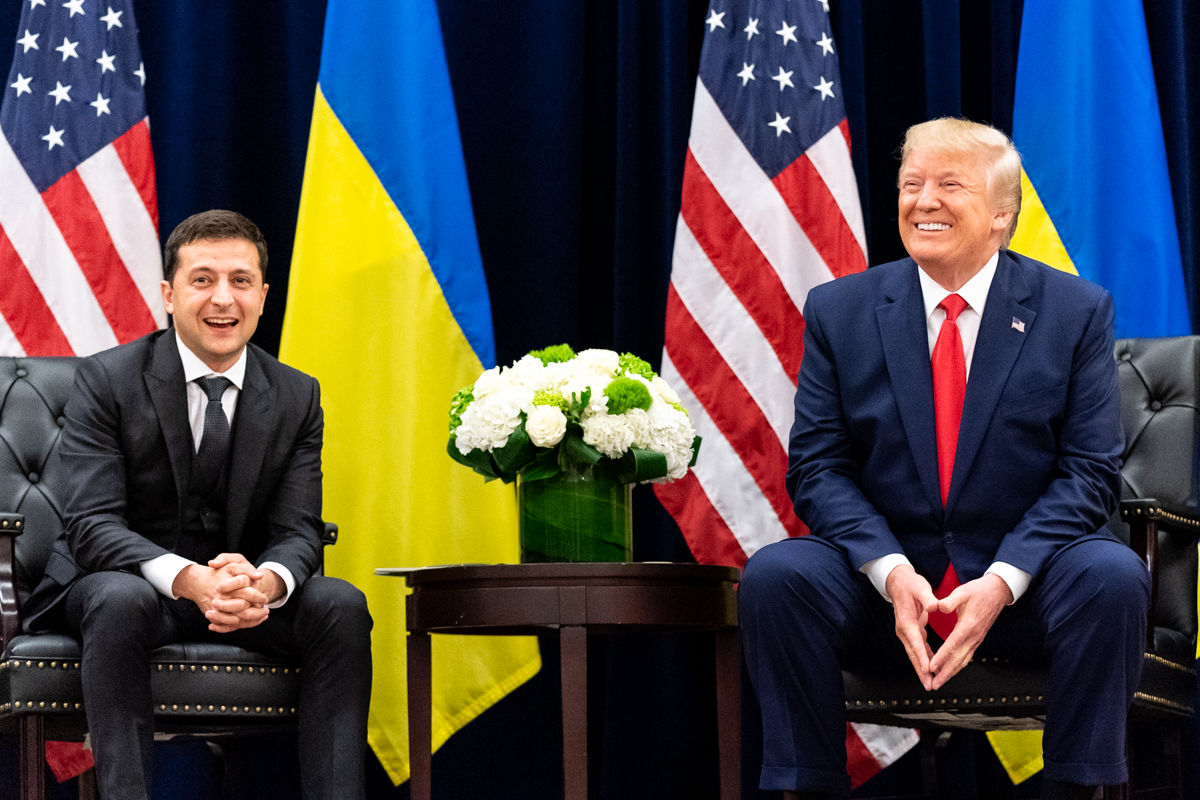
2019年9月25日泽连斯基在纽约与美国总统唐納·川普会面

2019年5月20日，泽连斯基宣誓就任总统，表示自己将「保卫乌克兰独立和主权完整」，执政后首要任务是促成乌克兰东部地区停火：「我们并未挑起战争，但我们可以决定结束它」，但也表示「只有在俄罗斯归还乌克兰领土，并遣返战俘的情况下，才会和俄罗斯展开政治对话」。随后他在就职演说中宣布解散国会，提前选举。并呼吁前总统波罗申科时期内阁成员及时下台。作为回应，乌克兰国防部长、国家安全局局长、乌克兰总理等高官纷纷决定辞职。

### 长途巴士人质事件
2020年7月21日，乌克兰西部沃倫州城市卢茨克的一名男子劫持一辆长途巴士并挟持13名人质，在政府官员和泽连斯基与该男子的谈判中，泽连斯基被要求公开推荐一部探讨人类如何将其他动物当成宠物、食物、服装、娱乐和科学研究实验的纪录片《地球上的生灵》，泽连斯基同意该男子的要求，在自己的Facebook上推荐了此纪录片，随后该男子释放所有人质且投降被捕。

### 2020年乌克兰地方选举
泽连斯基所在的政党人民公仆選舉失利，該政黨在包括首都基辅在内的烏克蘭主要城市遭遇挫敗。

### 2021年－2022年俄烏危機及战争

#### 2021年

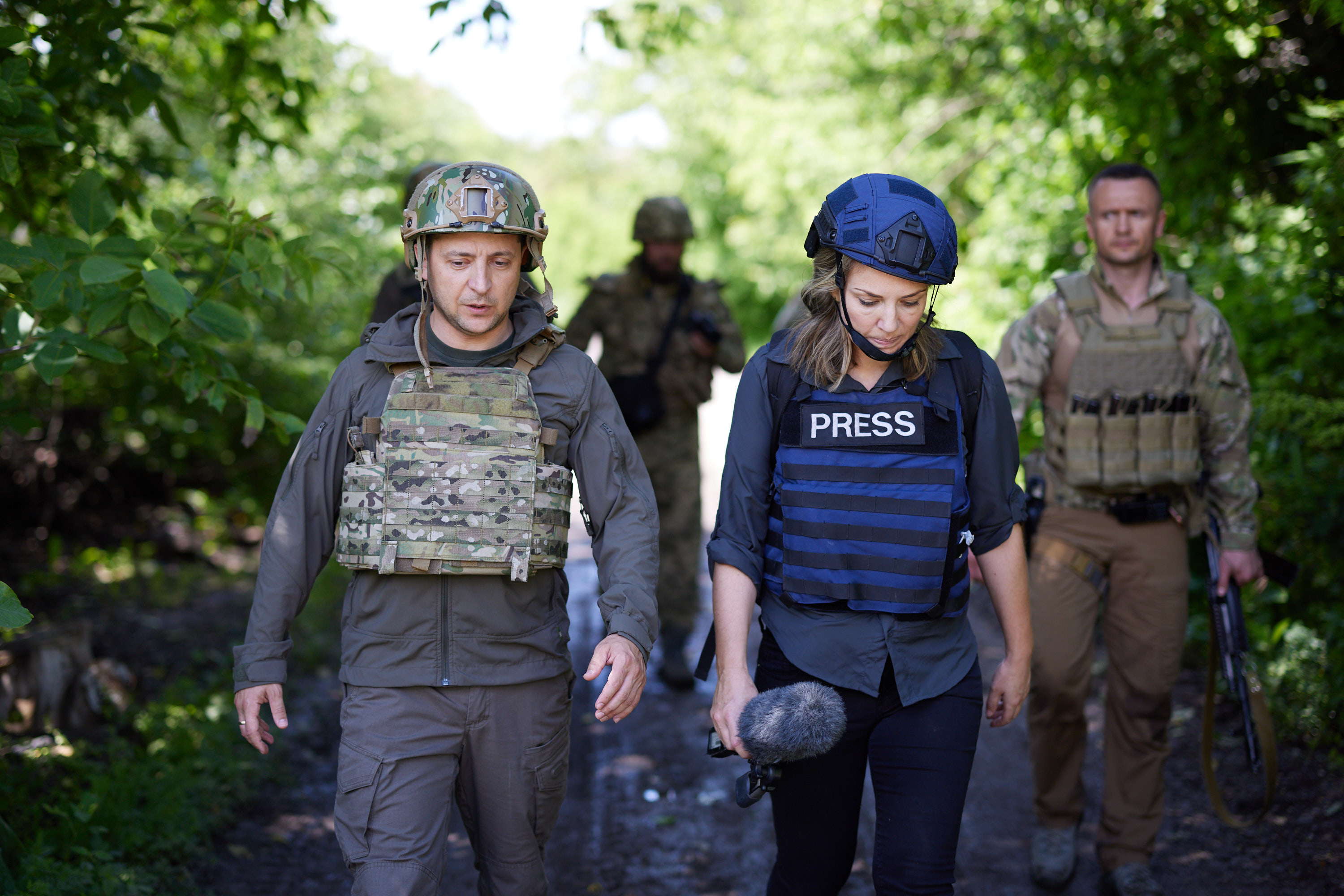
2021年6月，泽连斯基视察顿涅茨克州

2021年11月26日，泽连斯基斥責親俄合作者正計劃要顛覆烏克蘭政權。俄方則否認任何與反政府人士的關聯。同年12月，泽连斯基呼籲各國對俄採取更多措施，以避免更壞的情況發生。
2022年2月23日晚，泽连斯基向全国发表演讲，恳求俄罗斯人民阻止他们的领导人越过边境进入乌克兰，并强调俄罗斯的入侵有可能成为「欧洲大战的开始」。泽连斯基也向俄罗斯人民喊话，表示乌克兰人民并非如俄罗斯描绘般是由纳粹统治而威胁莫斯科的国家。身为犹太人的泽连斯基也驳斥俄罗斯宣称乌克兰政府是纳粹分子的谬论，强调在与纳粹主义的斗争中失去超过800万人民的国家不可能支持纳粹主义。针对俄罗斯总统普京可能批准20万士兵入侵烏克蘭，泽连斯基表示乌克兰已准备好迎接俄罗斯的袭击，并警告战争的代价，没有人会得到任何形式的安全保证。最后，泽连斯基表示他曾试图联络普京，希望能够倾听俄罗斯领导和人民对和平的声音，但只得到了沉默。

#### 戰時元首

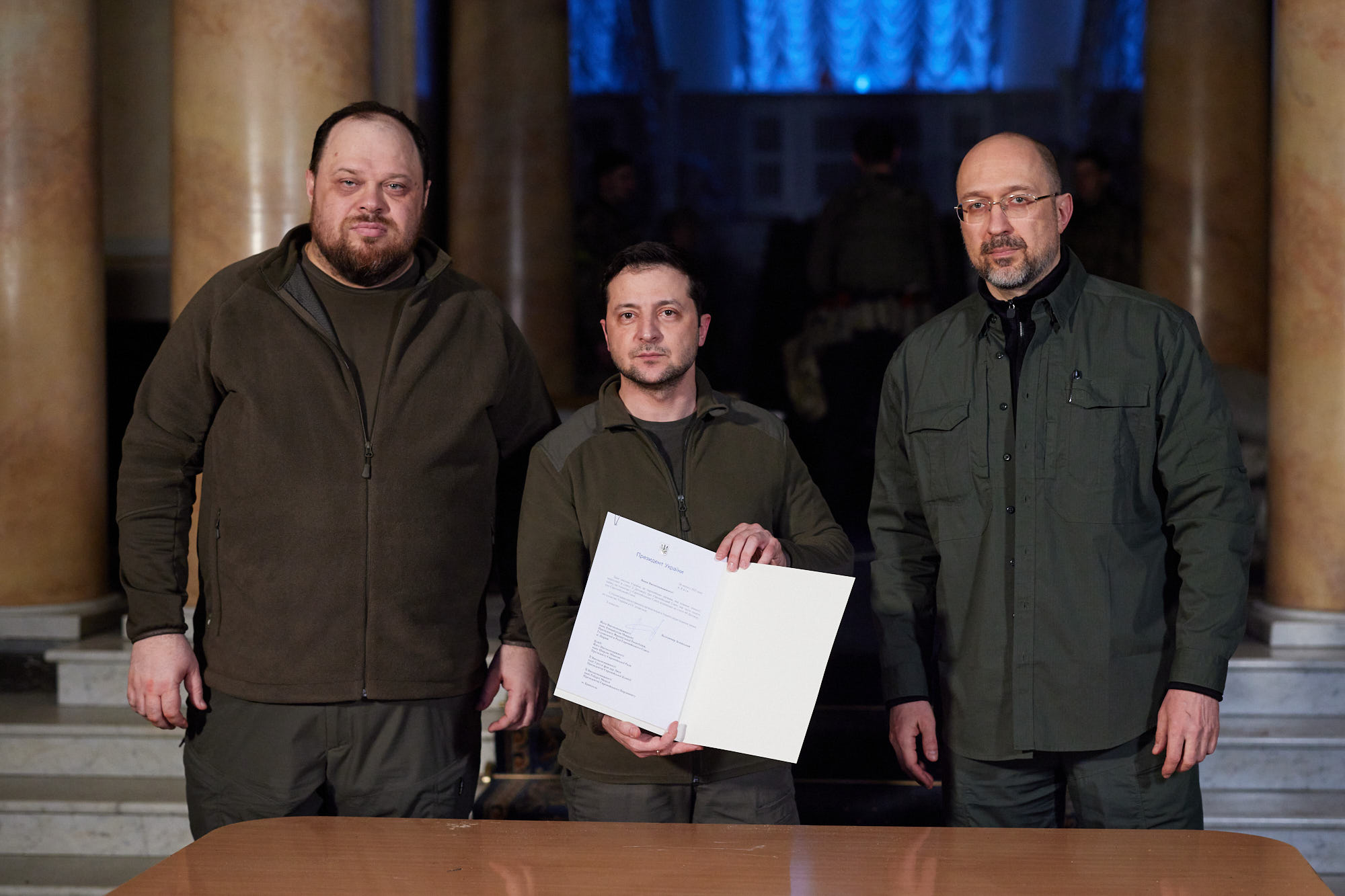
2022年2月28日，泽连斯基在地下室躲避俄罗斯炮火时签署乌克兰申请加入欧盟的文件

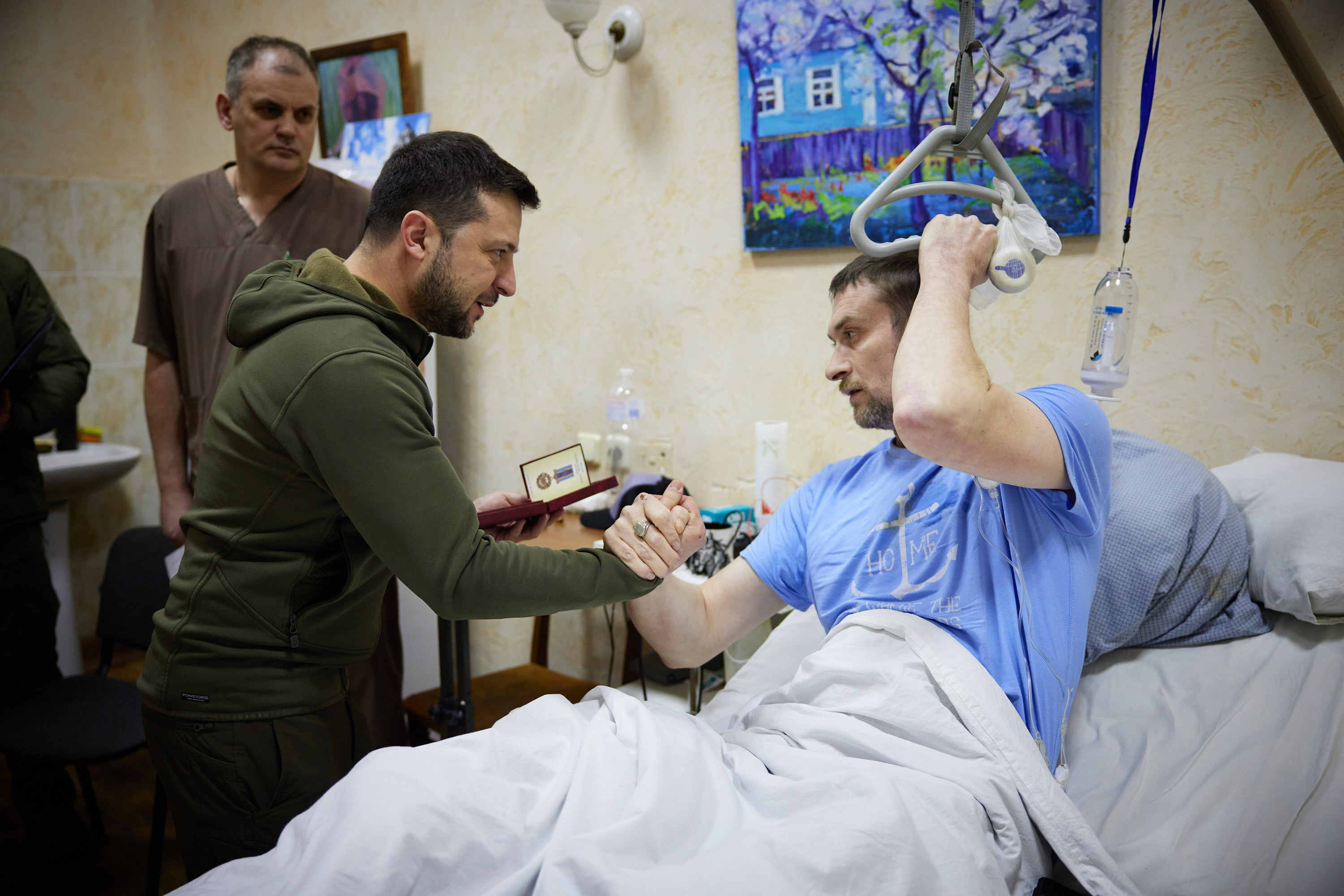
2022年3月13日，澤倫斯基視察了一家在基輔州的軍醫院，慰問並頒贈獎章給予戰傷士兵

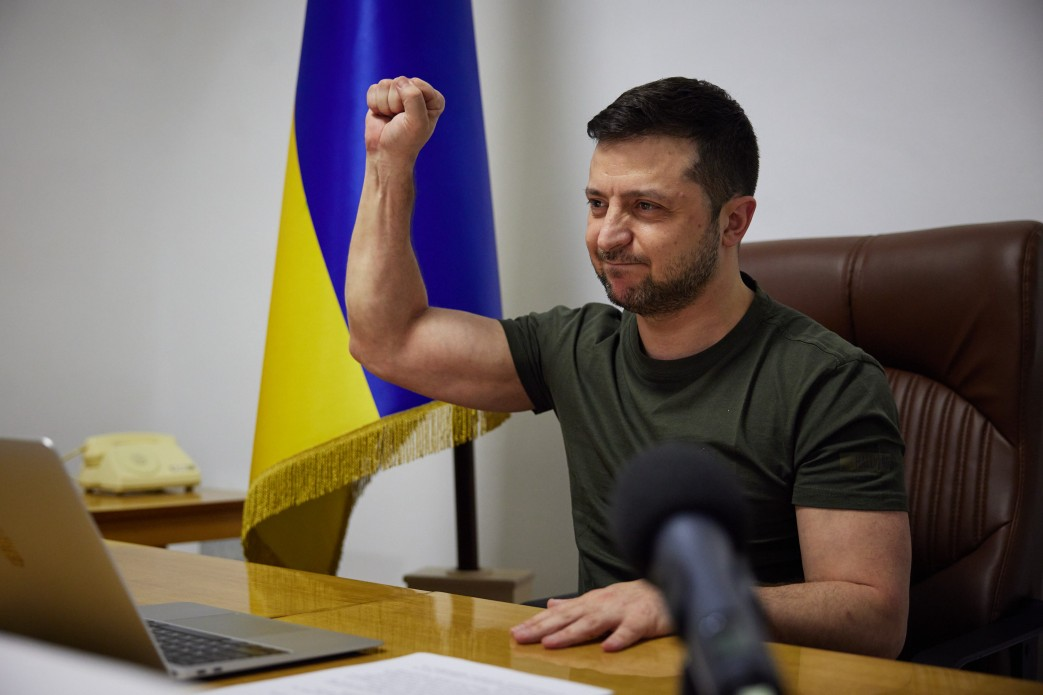
2022年3月8日，泽连斯基透過視訊在英国议会发表演讲

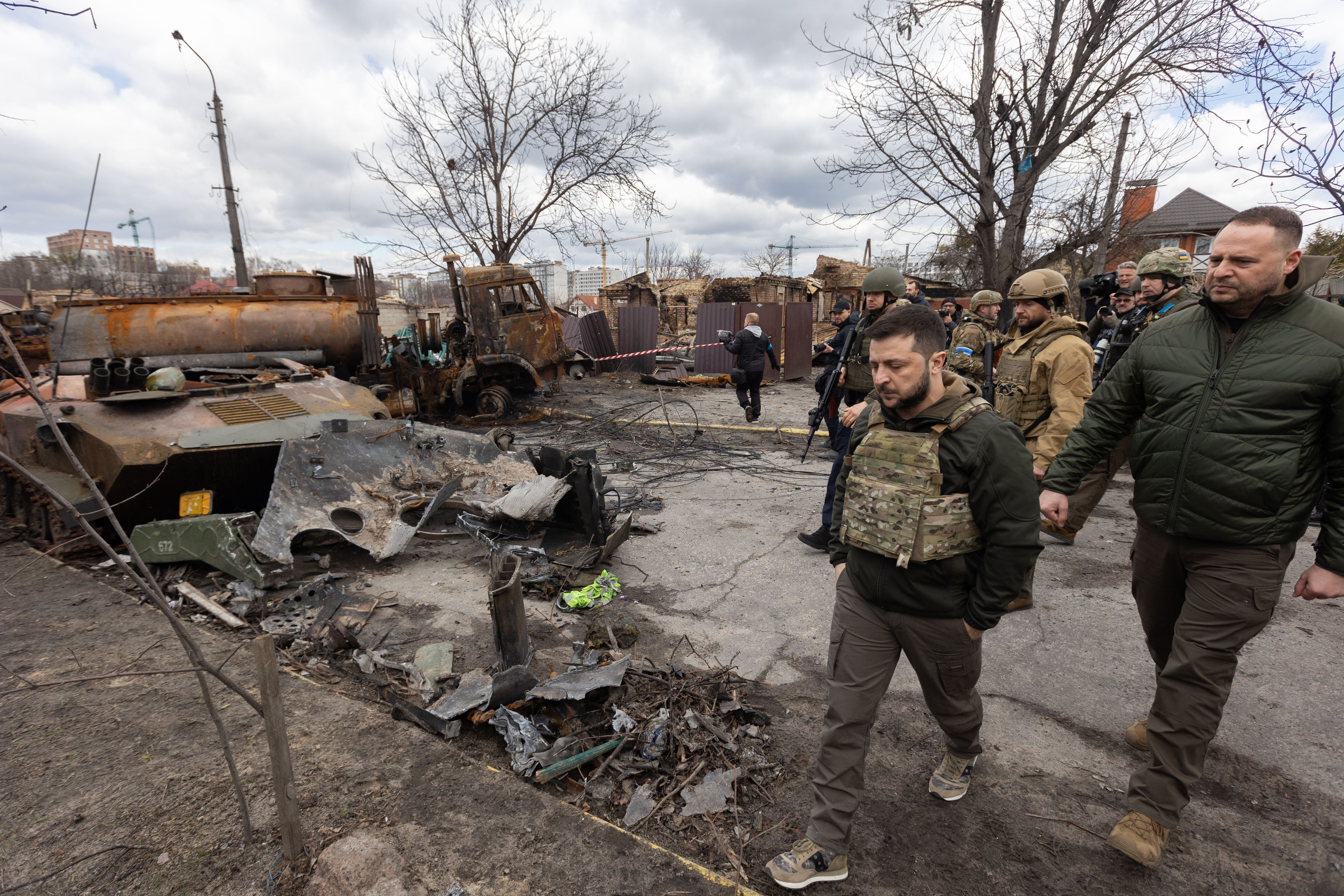
布查戰役结束後，泽连斯基前往布查查看情况

2022年2月24日，普京宣布对乌克兰开展特别军事行动，并用导弹袭击多个乌克兰城市，兵分多路入侵乌克兰。随后，身为总统的泽连斯基宣布戒严，并在當天下午5點55分通过官方推特正式宣佈與俄羅斯斷交。稍后，他签署第69/2022号法令进行全国总动员抵抗俄罗斯入侵，同时成立最高统帅部，自任主席兼武裝部隊最高統帥。2月25日，泽连斯基发布视频表示「敌人把我列为头号目标,我的家人是第二大目标。他们的目的是要通过杀了我们的国家元首来摧毁乌克兰的政府」，他还承诺将与家人留在乌克兰与保家卫国的士兵待在一起。
2022年2月27日，由於俄羅斯的入侵，澤連斯基宣布成立「國際軍團」，目的是要成立一支「烏克蘭領土防衛國際戰隊」，希望加入抵抗俄軍行列的外籍人士來到烏克蘭後，可以參與至該支部隊中。澤連斯基表示「讓想擊退俄軍的外國人能來到烏克蘭，加入共同抵禦俄軍的行列。」泽连斯基签署命令，对参加乌克兰国际军团的外籍人士实行免签证制度，该法令仅在战时状态下有效。
2022年3月1日，泽连斯基在基辅通过视频通话于欧洲议会发表演说，提及乌克兰第二大城哈爾科夫受俄罗斯重型武器襲擊的伤亡，向欧盟呼吁加强与乌克兰的联系，强调“乌克兰人不会向俄罗斯屈服”并坚信“生命终将赢过死亡与黑暗”。
2024年5月4日，俄罗斯内务部决定通缉泽连斯基。

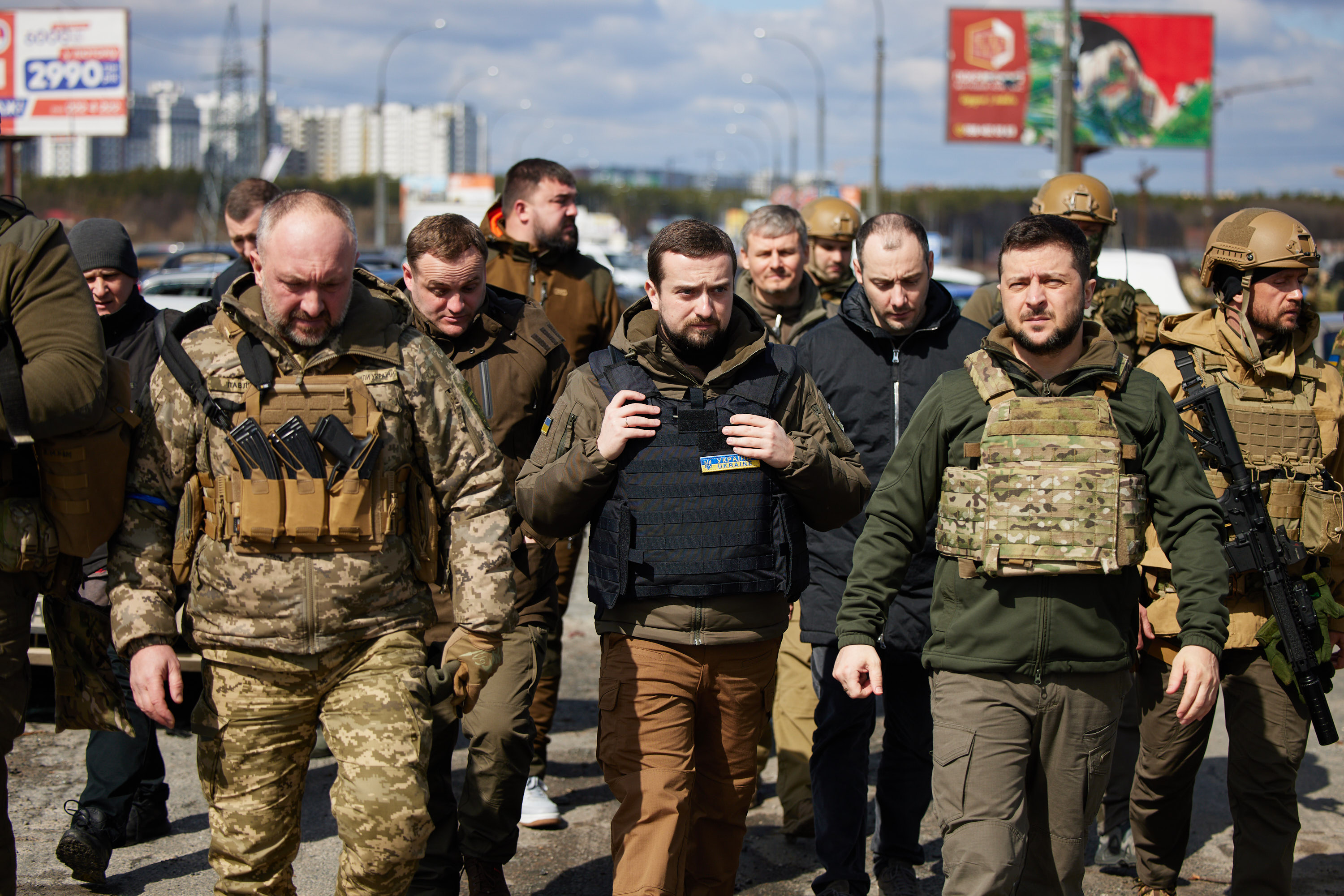
2022年4月4日，澤倫斯基視察重新奪回的基輔州

##### 视察前线
2022年8月16日，澤連斯基接受《華盛頓郵報》訪問時表示，他擔心烏克蘭人會恐慌、逃離該國並引發經濟崩潰，所以他選擇不分享美國官員就俄羅斯計劃發出的嚴厲警告，並解釋：「如果說出來……那麼從去年10月開始，每個月都要損失70億美元，等到俄羅斯人真正發動攻擊的那一刻，只需要3天就能把我們攻下。」他把俄軍無法攻下烏克蘭首都基輔作佐證，認為自己做了正確決定。此言引發外界不少質疑和批評，《烏克蘭真理報》總編輯塞芙吉爾·穆薩耶娃在Facebook發文稱被澤連斯基的解釋冒犯，這是在質疑烏克蘭人的智慧，表示每月70億美元的經濟損失和人命相比根本不值一提；她接受《華郵》採訪時表示，對於被視為溝通大師的澤連斯基及其團隊來說，這可能是「第一次嚴重的溝通危機」。議員伊萬娜·克利姆普什-欽察澤娜質疑為何不建立儲備、挖掘戰壕、建立血庫、儲存藥品、燃料、水等等，並將其部隊轉移到邊境，而是等待至2月24日上午。也有學者和民眾為其辯護，What is Ukraine項目創始人奧萊娜·赫內斯（Олена Гнесь）在Facebook指出：「澤連斯基的任何言論都不會顯著改變任何事情。」
2022年9月14日，视察哈尔科夫前线返回基辅的泽连斯基遭遇车祸，载有泽连斯基的车辆与另一辆车相撞，造成该车司机受伤，而泽连斯基本人未受伤。
12月20日，泽连斯基前往巴赫穆特前线视察并为守军授勋。
2023年12月29日，澤連斯基前往阿夫伊迪夫卡前綫視察并为守軍授勛。

##### 首访美国

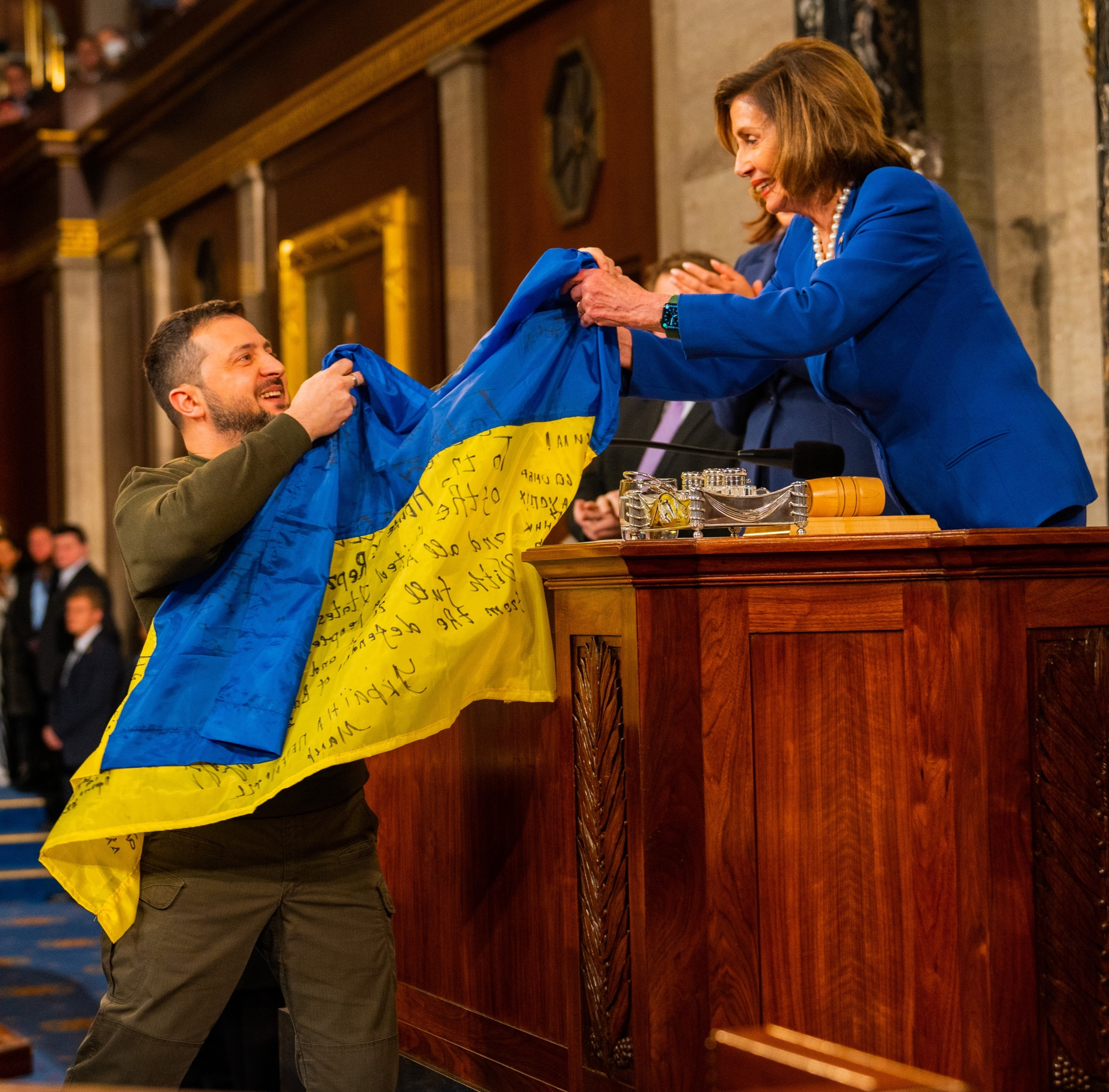
2022年12月21日，泽林斯基访美期间在美国国会发表演说后，将一面来自巴赫穆特前线战士们的乌克兰国旗转交给時任美国众议院议长南希·佩洛西

2022年12月21日，刚于前一天访问巴赫穆特前线的泽林斯基访问美国，这也是战争全面爆发后泽林斯基首次出访。巴赫穆特的保卫者们将一面有他们签名的烏克蘭國旗交给泽林斯基，并请他于次日访美期间将这面来自巴赫穆特的旗帜带到美国国会。泽连斯基总统在美国国会联席会议的演说获得了两党议员多次起立致敬。

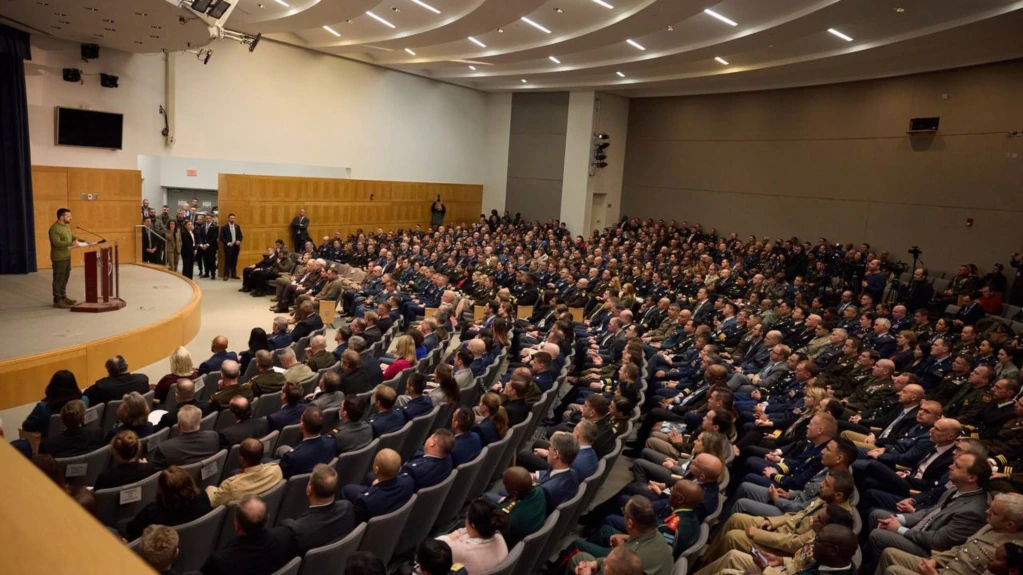
2023年12月11日乌克兰总统泽连斯基在华盛顿国防大学对美国军官发表演讲

2023年12月11日，泽连斯基访问美国，并在位于华盛顿的国防大学对美国军官发表讲话，在讲话中强调了在乌克兰抵抗俄罗斯的重要性，并表示感谢美国的支持。

##### 2024年
俄羅斯塔斯社在2024年5月初報導指，波羅申科和澤連斯基被俄羅斯內政部通緝，但俄羅斯內政部數據庫並沒有披露兩者是根據《俄羅斯刑法典》哪一條而被通緝。而《媒體區》揭露，這兩位烏克蘭總統是被在俄佔頓涅茨克的俄羅斯內政部值班部門加入通緝名單，事件發生在2024年2月22日之前，但直到5月初才被發現。5月6日，俄羅斯內政部發表聲明稱，聲稱自己只是執行通緝令的「技術角色」，並指出：「在這種情況下，關於發布通緝令及其取消的決定是由俄羅斯調查委員會及其地方分支機構作出的。」隨後不久，這些通緝令便從內政部的官方網站上撤下。

##### 2025年
2025年2月，泽连斯基在白宮與美國總統川普會面，討論一項擬議協議，該協議將賦予美國從烏克蘭土地上開採稀有礦物的權利。這次會面很快就變成川普和副總統萬斯針對泽连斯基的激烈交鋒。原定的午餐、討論和簽署都被取消，随后泽连斯基被逐出白宮。
2025年7月22日，泽连斯基不顧法案存在爭議，簽署獲国会通過的第12414號法案，将乌克兰国家反腐败局和乌克兰反腐败专门检察院职权归乌克兰检察总长所有，引發自俄羅斯入侵烏克蘭以來，首次的大規模全國抗議活動。舆论认为该法案会阻碍乌克兰加入欧盟的进程，欧盟认为该法案是“倒退”。

### 任期届满的合法性问题
2024年5月20日，泽连斯基就任本届乌克兰总统满五年。烏克蘭政府聲稱現時不適合举行总统选举，并援引《戒严法律制度法》第19条。根据该条款，在此期间禁止修改宪法，总统选举，议会和地方自治机构选举；举行各级全民公决等。但《烏克蘭憲法》第103条規定國家元首的任期为五年，也没有说明在特殊情况下（如战争状态下）权力过渡到下一任期的情况。由此《乌克兰宪法》与《戒严法律制度法》产生冲突。因此總統泽连斯基可以向乌克兰宪法法院提出裁決，但该法院目前18名法官中只有13名在任，人数不足，另外确认合法性至少需要10票赞成才能做出决定。
烏克蘭中央選舉委員會曾在2024年3月再一次表明，選舉不能在戒嚴令下舉行，總統澤連斯基必須繼續擔任職務，直到戒嚴令結束後選出新總統。
大多數烏克蘭法律專家，包括烏克蘭政策與法律改革中心憲法專家馬赫拉、成員尤利婭·基雷琴科和烏克蘭前憲法法院院長斯坦尼斯拉夫·舍夫丘克等人，都同意國家權力的連續性原則，支持總統澤連斯基任期延長的合法性，又以多名前總統為例，如連任兩屆的列昂尼德·庫奇馬出任總統10年188天、維克多·尤先科出任總統5年33天、彼得羅·波羅申科出任總統4年347天均不合乎5年任期的要求。另外，作爲政敵的波羅申科同樣支持在俄羅斯停止入侵戰爭烏克蘭解除戒嚴后才舉行總統選舉。
烏克蘭憲法起草者之一、前烏克蘭國會議員羅曼·貝茲梅爾特尼表示，起草期間法律工作者曾對有關條文進行激烈辯論，如果有系統地分析憲法的規範，而不是單獨分析每一項規範，將它們從基本法的主體中剝離出來，那麼當時起草的設計就會變得清晰起來。當時憲法的起草者面臨兩大任務。首先，是不惜一切代價避免權力中斷的威脅，避免在國家中形成「權力真空」。因此，憲法中明確規定，總統無論是否連任，都需要繼續任職直至繼任者就職為止。其次，防止任何主體篡奪權力的可能性，憲法起草者決定在法律中，列入禁止在戒嚴期間舉行議會選舉的條款，進一步加強國會的作用。貝茲梅爾特尼指出，根據憲法，澤倫斯基可以繼續擔任總統，直到他的繼任者在合法選舉中選出。如果有人認為憲法在這個問題上，仍存在不同解釋的空間，他們可以查閱現行的戰時法律制度，明確禁止在戰時狀態下修改憲法、舉行全國性和地方性公投，以及任何形式的總統、議會和地方選舉。
烏克蘭政治和法律改革中心憲法專家安德烈·馬格拉表示，烏克蘭憲法明確規定，總統就任五年後，權力不會自動失效，只有當新當選的總統上台，才會停止。
烏克蘭國會各黨派代表亦曾於2023年11月簽署聯合聲明，同意即將舉行的自由和公平的全國議會和總統選舉，將在戰爭結束和戒嚴令結束至少六個月後舉行，以便有足夠的時間準備選舉。
2025年2月25日，乌克兰最高拉达通过了一项关于“战时无法举行选举”的议案，强调泽连斯基是通过选举合法当选的总统，乌克兰民众和最高拉达从未质疑其正当性。

#### 俄罗斯官方的观点
俄羅斯總統普丁在2024年5月24日明斯克俄白談判後的記者會上表示泽连斯基的合法性已经结束。俄羅斯總統普丁在之后訪問烏茲別克後舉行的記者會上表示：“烏克蘭憲法規定了權力的擴展，但僅限於拉達，烏克蘭憲法沒有提及總統權力的擴展。”、“即使對烏克蘭立法進行初步、粗略的分析也表明，行政當局已經失去了合法性。”

#### 特朗普政府的观点
2025年2月18日，美国时任总统唐纳德·特朗普在佛罗里达州海湖庄园回答记者涉乌克兰问题提问时，公开质疑了乌克兰总统泽连斯基的合法性，严厉批评了乌克兰总统泽连斯基，称其为“没有选举的独裁者”，錯誤地表示澤連斯基在烏克蘭只有4%的支持率，但後來又在自己的社交平臺上表示自己為皇帝。特朗普暗示，如果乌克兰想在谈判桌上有一席之地，就应该举行新的选举。然而在同月晚些时候会见英国首相基尔·斯塔默的时候，特朗普突然向记者表示不记得自己称泽连斯基“独裁者”。

## 家庭

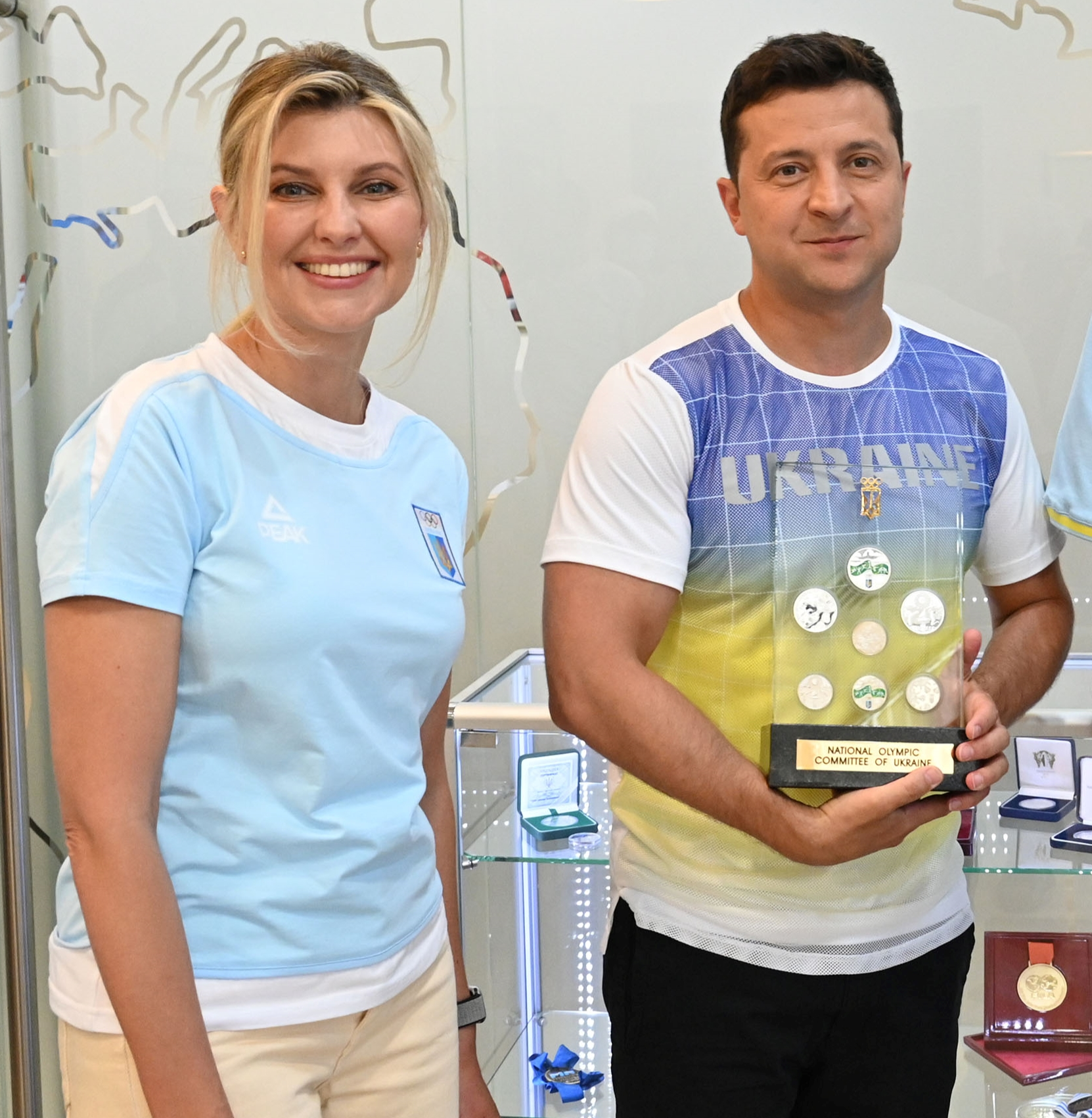
泽连斯基和妻子叶连娜·澤倫斯卡

泽连斯基已婚，有一个女儿和一个儿子。妻子是叶连娜·泽连斯卡娅，婚前姓氏基亚什科（Кияшко），生于1978年2月6日，是他的同学，在95街区担任编剧。二人在2003年9月6日结婚。女儿亚历山德拉生于2004年7月15日，曾出演电影和电视节目。儿子基里尔生于2013年1月21日。

## 荣誉

### 官方勋奖
- 乌克兰
  - 乌克兰内阁荣誉证书（2003年6月23日）[104]
  - 乌克兰国家电视和无线电广播委员会荣誉证书（2011年1月26日）[105]
- 欧洲联盟
  - 查理曼奖（2023年5月14日）[106]
- 爱沙尼亚
  - 塔林市徽勋章（2022年5月15日）
- 捷克
  -  一級白狮勋章（2022年）
- 拉脫維亞
  -  一级维思特斯勳章（英语：Order of Viesturs）（2022年）[107]
- 立陶宛
  -  佩金鍊维陶塔斯大帝勋章（2022年）
- 波蘭
  -  杨‧卡尔斯基之鷹獎（英语：Jan Karski Eagle Award）（2022年）
  -  白鹰勋章（2023年4月5日于华沙）[108][109]
- 斯洛伐克
  -  亚历山大·杜布切克國家獎（2022年）
- 美国
  -  隆納·雷根自由獎（英语：Ronald Reagan Freedom Award）（2022年）[110]
  -  自由獎章（英语：Liberty Medal）（2022年）
- 伊奇克里亞車臣共和國
  -  国家荣誉勋章（2022年11月27日）
  -  焦哈尔·杜达耶夫勋章（2022年11月27日）
- 法國
  -  法國榮譽軍團大十字勳章（2023年）[111]
- 德国
  -  查理曼奖（2023年5月14日于亚琛）[112]

### 名誉学位
- 曼诺学院人文学名誉博士（2022年5月12日授予）[113]

### 其他勋奖
- 鲍里斯·涅姆佐夫奖（2022年6月12日）
- 溫斯頓·丘吉爾爵士領導獎（2022年）
- 金融时报年度人物（英语：Financial Times Person of the Year）（2022年）
- 《時代》全球百大最具影响力人物（2022年）[114]
- 《時代》时代年度风云人物（2022年）[115]
- 約翰·肯尼迪勇氣獎（英语：Profile in Courage Award）（2022年）[116]
- 罗伯特·F·肯尼迪人权基金會希望涟漪奖（英语：Robert F. Kennedy Human Rights Award）（2022年）
- 《政客》“欧洲最具影响力人物”（2022年）
- 《耶路撒冷邮报》“世界上最具影响力的犹太人”（2022年）

### 命名事物
- 泽连斯基氏奥西奇羽星

## 影視作品

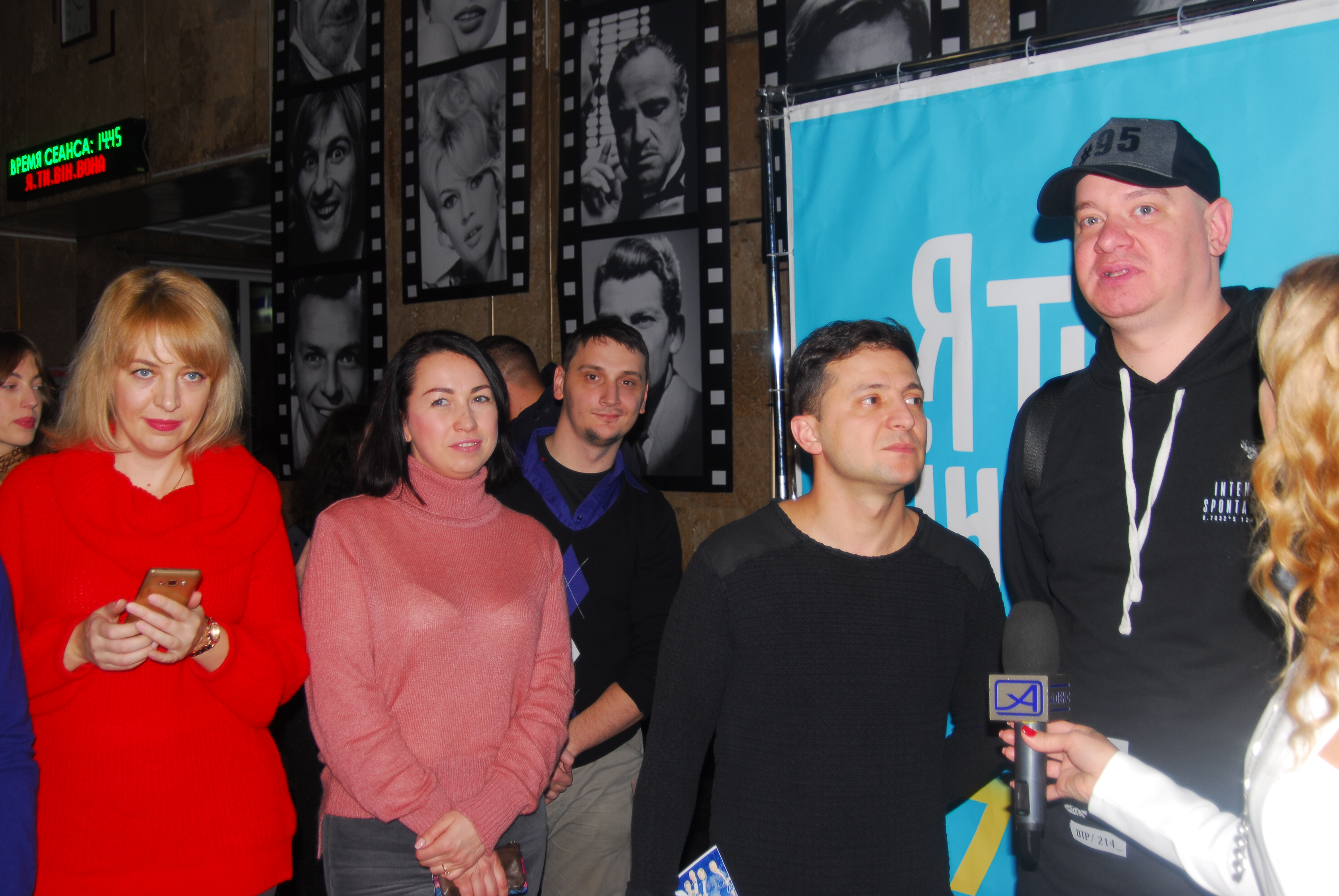
《我，你，他，她》電影首映

### 電影
| 年份 | 名稱                    | 角色                               |
| ---- | ----------------------- | ---------------------------------- |
| 2004 | 《》                    |                                    |
| 2009 | 《爱在大都市》          | 伊戈尔·泽连斯基                    |
| 2010 | 《爱在大都市2》         | 伊戈尔·泽连斯基                    |
| 2011 | 《办公室的故事·当代版》 | 阿纳托利·叶夫列莫维奇·诺沃谢利采夫 |
| 2012 | 《拿破仑难过美人关》    | 拿破崙一世                         |
| 2012 | 《8次初遇》             | 尼基塔·安德烈耶维奇·索科洛夫       |
| 2014 | 《爱在大都市3》         | 伊戈尔·泽连斯基                    |
| 2015 | 《8次新遇》             | 尼基塔·安德烈耶维奇·索科洛夫       |
| 2016 | 《8次佳遇》             | 尼基塔·安德烈耶维奇·索科洛夫       |
| 2016 | 《人民公僕2》           | 瓦西里·彼得罗维奇·戈洛博罗德科     |
| 2018 | 《我，你，他，她》      | 马克西姆·特卡琴科                  |

### 电视节目和电视剧
| 年份      | 名稱         | 角色                           | 備註   |
| --------- | ------------ | ------------------------------ | ------ |
| 2006      | 《與星共舞》 | 真人秀參賽者                   | 製作人 |
| 2008–2012 | 《Svaty》    |                                | 監製   |
| 2015-2019 | 《人民公仆》 | 瓦西里·彼得罗维奇·戈洛博罗德科 | 男主角 |

### 動畫電影配音
| 年份 | 名稱                                       | 角色              |
| ---- | ------------------------------------------ | ----------------- |
| 2008 | 《荷頓奇遇記》 Хортон                      | 無名鎮長          |
| 2011 | 《雷根》 Хортон                            | 隆納·雷根         |
| 2014 | 《柏靈頓：熊愛趴趴走》 Пригоди Паддінгтона | 柏靈頓            |
| 2015 | 《靈狼傳奇》 Савва. Серце воїна            | 安加              |
| 2016 | 《憤怒鳥大電影》 Angry Birds у кіно        | 阿雄              |
| 2017 | 《柏靈頓熊熊出任務》 Пригоди Паддінгтона 2 | 柏靈頓            |
| 2018 | 《我，你，他，她》 Я, ти, він, вона        | 馬克西姆·特卡琴科 |

### 紀錄片
| 年份 | 名稱                                                             |
| ---- | ---------------------------------------------------------------- |
| 2020 | 《澤連斯基總統年》 Рік президента Зеленського                    |
| 2020 | 《與弗拉基米爾·澤連斯基的兩天》 Два дні з Володимиром Зеленським |

### 著作
- 《In These, We Believe》（我們如此相信）（2022）ISBN：9786267206010[123]
- 《A Message From Ukraine》（来自乌克兰的消息）（2019-2022）ISBN：9780593727171[124]